# Amedeo af Østrig-Este
Prins Amedeo af Belgien, Ærkehertug af Østrig-Este (Amedeo Marie Joseph Carl Pierre Philippe Paola Marcus d'Aviano, født 21. februar 1986) er et barnebarn af kong Albert 2. af Belgien og dermed medlem af den belgiske kongelige familie. Han er også arving som overhoved til Huset of Austria-Este, og er sjette i linjen til Belgiens trone.

## Fødsel og familie
Amedeo blev født den 21. februar 1986 på Saint-Luc Universitetshospital i Woluwe-Saint-Lambert, Belgien, som første barn af Lorenz af Østrig-Este og Prinsesse Astrid fra Belgien. Hans gudforældre er hans onkel Kong Philippe og sin bedstemor dronning Paola af Belgien.
Amedeo selv er gudfader til sin kusine,  prinsesse Elisabeth, hertuginde af Brabant. Amedeo har en yngre bror, Joachim (f. 1991) og tre yngre søstre: Maria Laura (f. 1988), Luisa Maria (f. 1995) og Laetitia Maria (f. 2003).